# Josep de Calassanç Vives i Tutó
Josep de Calassanç Vives i Tutó, O.F.M.Cap. (Sant Andreu de Llavaneres, 15 de febrer de 1854 - Monte Porzio Catone, prop de Roma, 7 de setembre de 1913) fou un frare caputxí i cardenal català que estigué molt a prop dels papes Lleó XIII i Pius X.

## Estudiant
Va fer els primers estudis a l'Escola Pia de Mataró, i el 1869 ingressà al noviciat dels framenors caputxins d'Antigua, Guatemala, on l'any següent professà. El 1872 feu els vots perpetus i seguidament tingué breus estades als monestirs de Fontenay-le-Comte (França) i Ibarra (Equador). El 1874 es llicencià en teologia i en dret canònic a la University of Santa Clara (Califòrnia). El 1877 fou ordenat sacerdot a la catedral de Tolosa de Llenguadoc de mans de l'arquebisbe Florian Jules Félix Desprez, cardenal del títol de Ss. Marcellino e Pietro. Tot seguit Vives i Tutó fou nomenat rector del Col·legi Seràfic de Perpinyà, on romangué fins al 1880.
Junt amb la seva comunitat, va arribar a Igualada el 2 de febrer de 1880 per restaurar-hi el convent dels Caputxins. Entre el 1880 i el 1887 regí el Col·legi Seràfic d'Igualada ubicat en dependències del convent. Tanmateix el 1884 havia estat nomenat comissari dels Caputxins a Espanya i havia deixat la ciutat. El 1887 fou reclamat a Roma per a ocupar els càrrecs de secretari del procurador general de l'Orde Caputxí i de consultor de la Suprema Congregació del Sant Ofici. Més tard el nomenaren consultor de les Congregacions de Propaganda Fide (1889), del Concili (1894) i d'Afers Eclesiàstics Extraordinaris (1895). Fou el secretari de la comissió papal per a l'estudi de la validesa de les ordenacions sacerdotals de l'Església Anglicana (1895-1896).

## Cardenal
El 1896 fou nomenat definidor general de l'Orde Caputxí, d'una banda, i de l'altra president honorari del I Concili Plenari de l'Església Llatinoamericana, que se celebrà el 1899. En el consistori del 19 de juny de 1899, quan tenia 45 anys, fou creat cardenal diaca de Sant'Adriano al Foro També presidí a Roma el Congrés Internacional d'Ordes Seculars (1900) i aconseguí la unificació dels diversos corrents d'observança franciscana. Assistí el papa Lleó XIII en el seu llit de mort (1903) i participà en el conclave que elegí el successor d'aquest, sant Pius X, el qual nomenà Vives i Tutó el seu confessor particular i, el 1908, prefecte de la Sagrada Congregació dels Religiosos.
Hom considera Vives l'autor material de l'encíclica Pascendi Dominici Gregis (1907) de Pius X, raó per la qual Vives fou objecte d'encesos atacs per part del corrent modernista francès i alemany. Ocupà llocs de direcció en l'organització secreta antimodernista Sodalitium Pianum. Des de l'any 1908 fins a la seva mort, fou l'únic membre no italià de la comissió de sis cardenals encarregada de la redacció del Codi de Dret Canònic endegat per sant Pius X el 1907 i proclamat per Benet XV el 1917, que continuà vigent fins a l'any 1983.
Intervingué directament en la lluita contra l'integrisme clerical a l'estat espanyol. El 1902 treballà per impedir la remodelació de les diòcesis de Catalunya quan es volien eliminar les que no coincidien amb una capital de província i per evitar l'execució del decret del comte de Romanones que volia obligar les escoles catalanes a ensenyar el catecisme en castellà. Fou l'impulsor dins la Cúria vaticana de la consagració episcopal de Josep Torras i Bages (1899) i el principal sostenidor de mossèn Jacint Verdaguer en les dificultats d'aquest amb la jerarquia eclesiàstica.

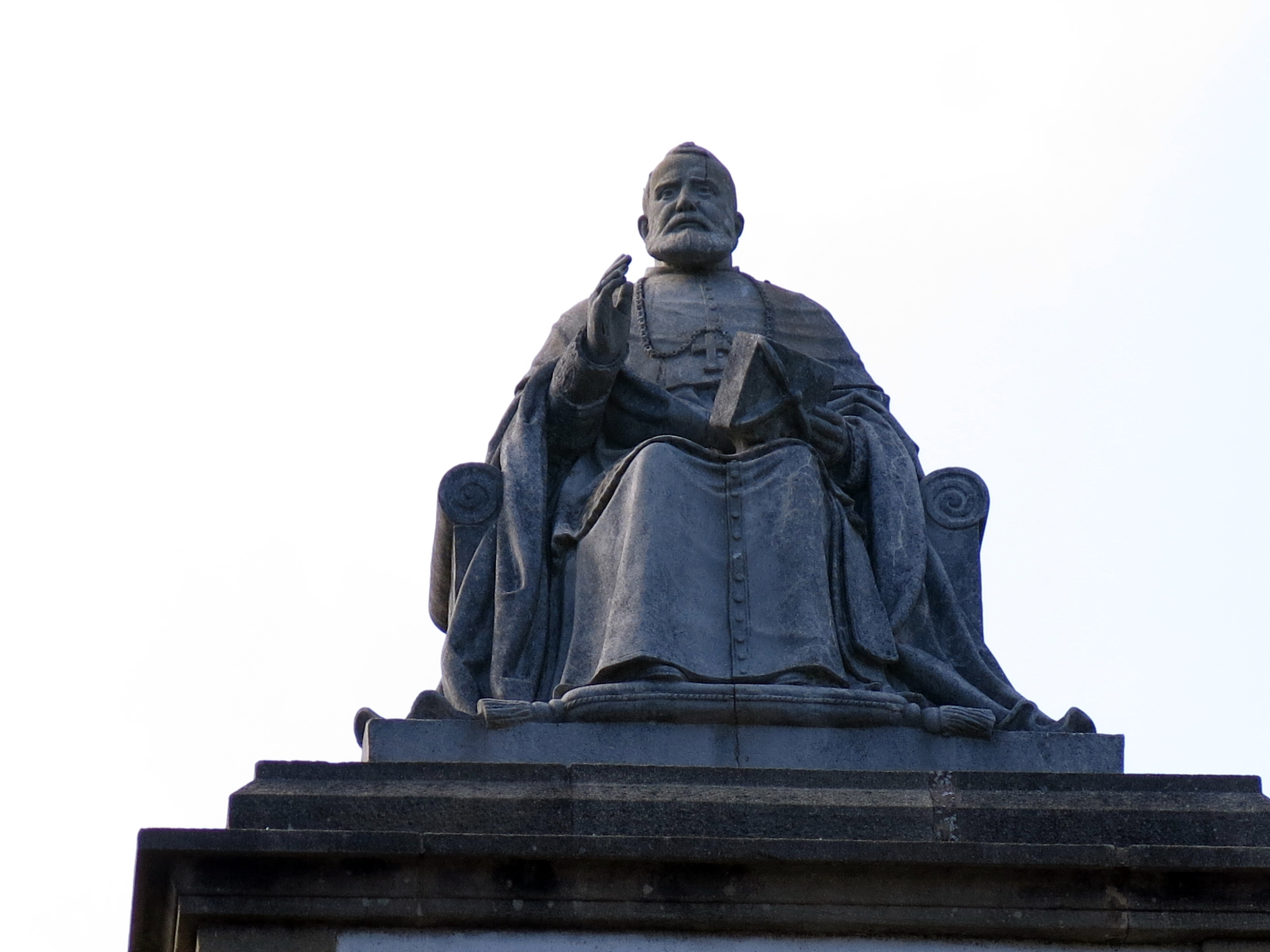
Monument al cardenal Vives i Tutó a Sant Andreu de Llavaneres

Publicà un centenar de llibres de patrística, dret canònic i hagiografies de frares franciscans de tots els temps.

## Mort
Els darrers mesos de la seva vida presentà símptomes de malaltia mental, per la qual cosa es reclogué en un convent caputxí de Frascati. Morí de les seqüeles d'una operació d'apendicitis i fou sebollit al mausoleu caputxí del cementiri de Campo Verano de Roma. L'any 2003 les seves restes foren traslladades a la parròquia de Sant Andreu de Llavaneres, el seu poble natal, que ja li havia erigit un monument. També havia estat nomenat fill adoptiu d'Igualada, ciutat que posà el seu nom a un carrer. Igualment en té un de dedicat a la ciutat de Barcelona.
Des del cardenal Francesc de Remolins (1462-1518), Vives i Tutó ha estat l'únic cardenal català d'influència determinant en la Cúria Romana i en el govern de l'Església universal.